# Joaquín Gallegos Lara
Joaquín José Enrique de las Mercedes Gallegos Lara (Guayaquil, 9 de abril de 1909-Guayaquil, 16 de noviembre de 1947) fue un escritor y político ecuatoriano. Entre sus obras más destacadas está la novela Las cruces sobre el agua (1946), en que recuenta la Masacre de obreros del 15 de noviembre de 1922, y cuentos como El guaraguao, La salvaje, entre otros.

## Biografía

### Primeros años
Joaquín José Gallegos Lara nació en Guayaquil el 9 de abril de 1909, hijo único del poeta Joaquín Gallegos del Campo y Emma Lara Calderón. Huérfano de padre a temprana edad, fue criado por su madre en una casa espaciosa con jardín propiedad de su abuelo materno, ubicada frente a la fábrica "La Roma". Su madre cultivaba rosas para sostenerlos y financiar la publicación del libro de su difunto esposo, mientras que Joaquín recordaba la casa como antigua y llena de ecos del pasado, con muebles fuera de moda y una cómoda oscura donde guardaba sus juguetes.
Inicialmente reconocido como un poeta de ideas audaces en la revista "Páginas Selectas" (1927), Joaquín Gallegos Lara experimentó una maduración intelectual y literaria al descubrir la revista "Amauta" de Mariátegui, con quien compartía discapacidad, lo que lo llevó a abrazar el marxismo y convertirse en un erudito ideólogo a los dieciocho años. A pesar de un breve romance y una creciente capacidad intelectual, decidió abandonar la poesía lírica influenciado por el realismo social promovido por figuras como Francisco Ferrándiz Albors. Su obra posterior, marcada por un estilo cortado y temáticas crudas de sexo y violencia, buscaba conmover conciencias sobre la tragedia socioeconómica del Ecuador, reflejando su propia inmovilidad física y su compromiso político ateo y marxista. Tras un breve empleo como controlador, la influencia de Ferrándiz Albors lo consolidó en la creación de una literatura realista al servicio de los humildes. En estos años se convertiría en militante del Partido Comunista del Ecuador (PCE).

### Carrera literaria

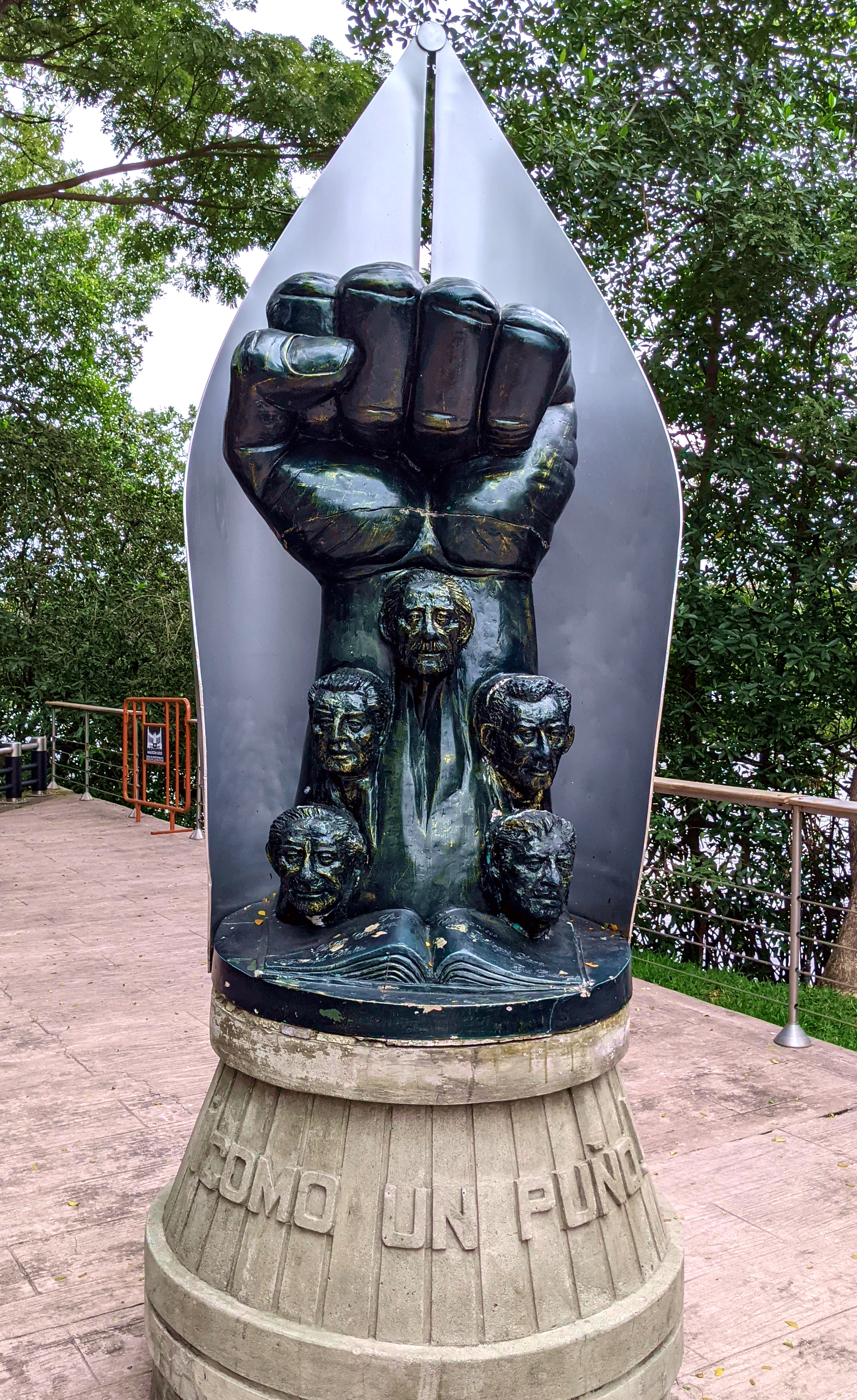
Monumento al Grupo de Guayaquil en el Malecón del Salado

Se dio a conocer en 1930 con el volumen de cuentos Los que se van, junto a Demetrio Aguilera Malta y Enrique Gil Gilbert. Después formó parte del "Grupo de Guayaquil" que, además de ser integrado por Demetrio Aguilera Malta, Enrique Gil Gilbert y él, incluyó a Alfredo Pareja Diezcanseco y a José de la Cuadra, dentro del realismo social ecuatoriano, que es hasta hoy el movimiento literario más importante que ha tenido el Ecuador. El grupo solía reunirse en la casa de Gallegos Lara, ubicada en la planta alta del número 308 de la calle Manabí.
Junto con sus compañeros del "Grupo de Guayaquil", Gallegos Lara transformó la narrativa ecuatoriana y proyectó la literatura del Ecuador al mundo por medio de etapas tremendas de violencia verbal y física; además fue característica la reproducción fonética del habla montubia. Los cuentos de Gallegos Lara combinan trágicamente una violencia inocente y premoderna con la fatalidad de una especie humana que se busca a tientas. De entre sus cuentos cabe destacar: El guaraguao y Era la mamá. Contrajo matrimonio, en 1934, con la escritora Nela Martínez Espinosa, habiéndose divorciado poco tiempo después.
Tenía las piernas atrofiadas hasta el extremo de no poder caminar, y sin embargo luchó como militante comunista e intelectual, llegando incluso a  participar en choques callejeros y barricadas, con la ayuda de Juan Alberto Falcón Sandoval, un mulato, que además de ser su empleado doméstico era su amigo, quien le prestaba sus fuertes hombros y le servía de piernas.
Junto a Francisco Ferrándiz Alborz y Rigoberto Ortiz fue redactor del diario El clamor, que se centraba en  noticias de Hispanoamérica y Ecuador escritas desde una marcada visión antiimperialista. También fue director de la sección literaria del diario El Telégrafo, desde donde llevó una prolífica actividad como crítico literario. Ante la pregunta de si veía una contradicción entre dedicarse a la crítica y a la creación literaria, respondió: "Yo no. También es creación la crítica; también es crítica la creación".
En 1946 publicó la novela Las cruces sobre el agua. Esta novela es un retrato de la ciudad de Guayaquil a comienzos del siglo XX; el crecimiento y la evolución de los personajes principales llegará a ponerlos en medio de la Masacre de obreros del 15 de noviembre de 1922 y que según varias fuentes es, proporcionalmente la mayor matanza de obreros en el mundo, siendo este el primer baño de sangre de la clase obrera ecuatoriana.
Su última obra publicada en vida fue el cuento La última erranza, aparecido en diciembre de 1946 en la revista de la Casa de la Cultura Ecuatoriana y que narra el linchamiento de un judío a manos de una turba de fanáticos religiosos.

### Fallecimiento

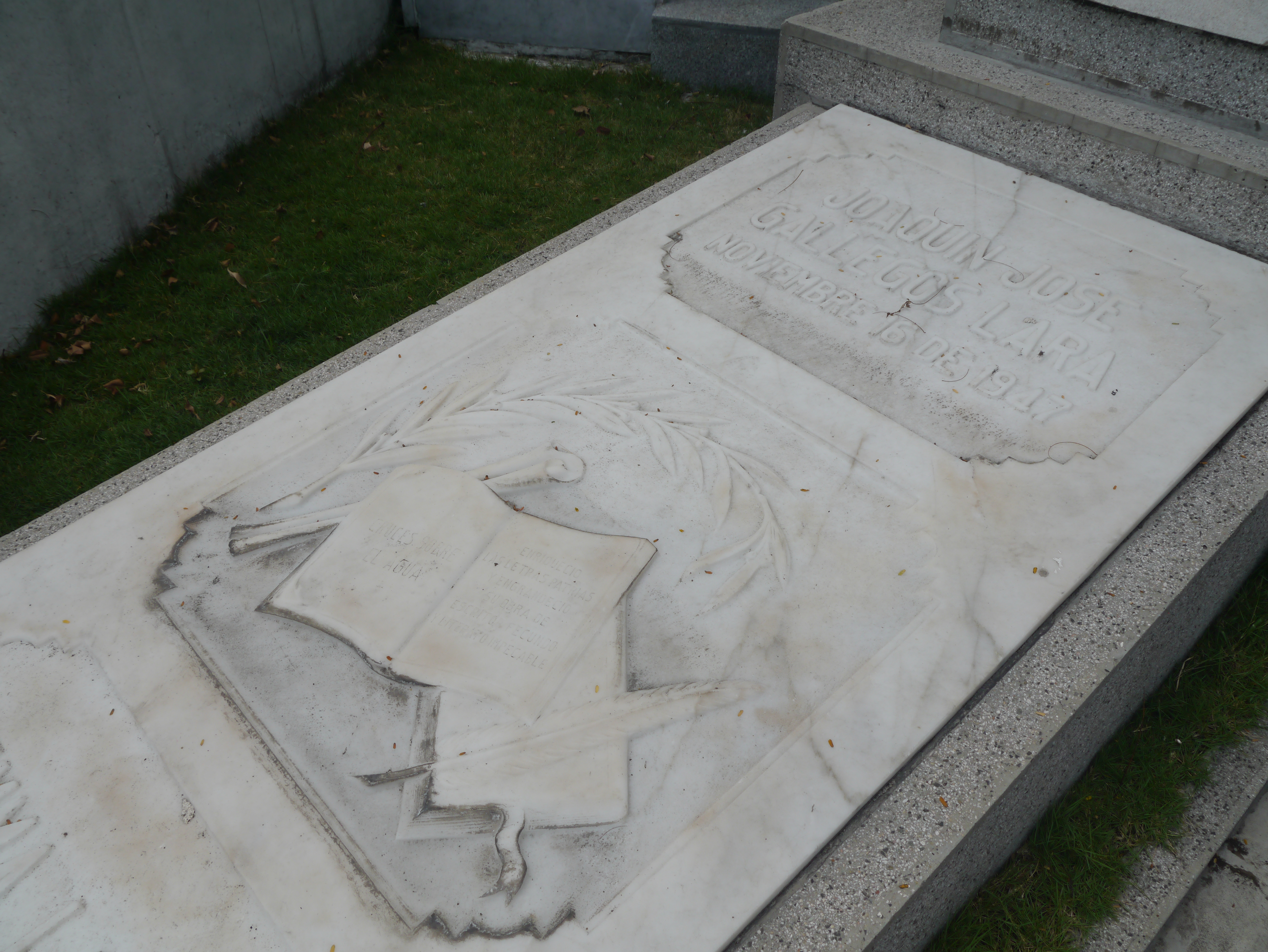
Tumba de Joaquín Gallegos Lara.

En los primeros meses de 1946, Joaquín Gallegos Lara se sintió gravemente enfermo como consecuencia de una fístula rebelde a varios tratamientos. Parientes, médicos, camaradas y amigos trataron de curarlo. Falleció en Guayaquil, el domingo 16 de noviembre de 1947, a la una de la tarde, en su residencia ubicada en las calles Eloy Alfaro y Manabí.
Al momento de morir dejó inconclusa una biografía de Rumiñahui que planeaba titular Cara de piedra, de la que llegó a escribir 60 páginas y que abandonó en agosto de 1946. Escribió también parcialmente otras dos novelas que quedaron inconclusas: Los Guandos y La escoba de la bruja o La bruja. En 1982 Nela Martínez, quien fuera cónyuge del autor, completó y publicó la novela "Los" que fue publicada por la Editorial El Conejo en Ecuador. Y con respecto a la novela La escoba de la bruja o La bruja, según la misma Nela Martínez, se perdió cuando Joaquín Gallegos Lara envió los manuscritos a la Argentina para su publicación.

## Escritos

### Narrativa
- Los que se van (1930, junto a Demetrio Aguilera Malta y Enrique Gil Gilbert)
- Las cruces sobre el agua (1946)

### Publicaciones póstumas
- Los Guandos (1982, junto a Nela Martínez)

- La última erranza - Todos los cuentos (recopilación de sus cuentos).

- Biografía del pueblo indio (ensayo, terminado en 1936 y publicado en 1952).